# Aeroportul Internațional Prince Said Ibrahim
Aeroportul Internațional Prince Said Ibrahim (IATA: HAH, ICAO: FMCH) este un aeroport din Grande Comore⁠(d), Comore ce deservește zona Moroni. Aeroportul a fost tranzitat în 2018 de 446.789 de pasageri. A fost numit după Said Ibrahim Ben Ali⁠(d).
Situat la o altitudine de 28 m, aeroportul dispune de 1 pistă. Este operat de Comore.

## Infrastructură

### Piste
Aeroportul dispune de o singură pistă. Pista 02/20 are suprafața de asfalt și dimensiunile 2.900 m × 45 m. 